# 上維茲尼齊亞
48°32′31″N 22°44′46″E / 48.54194°N 22.74611°E
上維茲尼齊亞（烏克蘭語：Верхня Визниця），是烏克蘭的村落，位於該國西部外喀爾巴阡州，由穆卡切沃區負責管轄，始建於1500年，面積2.28平方公里，海拔高度257米，2001年人口1,453，人口密度每平方公里637.84人。